# Ю-Тольйон
Ю-Тольйо́н (рос. Ю-Тольён) — присілок в Кезькому районі Удмуртії, Росія.
Населення — 116 осіб (2010; 169 в 2002).
Національний склад станом на 2002 рік:
- удмурти — 94 %

Урбаноніми:
- вулиці — Молодіжна, Нова, Радянська, Центральна